# Puya glareosa
Puya glareosa är en gräsväxtart som beskrevs av Lyman Bradford Smith. Puya glareosa ingår i släktet Puya och familjen Bromeliaceae. Inga underarter finns listade i Catalogue of Life.